# Bitterfeld-Wolfen
Bitterfeld-Wolfen è una città di 37 894 abitanti della Sassonia-Anhalt, in Germania. Appartiene al circondario (Landkreis) di Anhalt-Bitterfeld (targa ABI).

## Storia
La città venne formata il 1º luglio 2007 dalla fusione dalle città di Bitterfeld e Wolfen con i comuni di Greppin, Holzweißig e Thalheim.
Il 1º settembre 2009 fu aggregato a Bitterfeld-Wolfen il comune di Bobbau.

## Geografia antropica

### Suddivisioni amministrative
La città è suddivisa in 6 frazioni (Ortsteil):
- Bitterfeld
- Bobbau
- Greppin
- Holzweißig
- Thalheim
- Wolfen, con la località di Reuden

## Amministrazione

### Gemellaggi
La città di Bitterfeld-Wolfen è gemellata con:
- Vierzon, dal 1959
- Marl, dal 1990
- Witten, dal 1990
- Villefontaine, dal 1994
- Dzeržinsk, dal 1996
- Kamienna Góra, dal 2006